# Sonia Serazzi
Sonia Serazzi (Napoli, 1971) è una scrittrice italiana.

## Biografia
Si è laureata in Filosofia all'Università di Perugia con una tesi sulla rivolta in Albert Camus. Vive e lavora in Calabria, a San Vito sullo Ionio. Il suo romanzo Il cielo comincia dal basso è stato tradotto in spagnolo con il titolo El Cielo Comienza Desde Abajo.

## Opere

### Romanzi
- Non c'è niente a Simbari Crichi, Soveria Mannelli, Iride, 2005. 2ª Ed. Rubbettino Editore, Soveria Mannelli, 2020
- ...E le ortiche c'hanno ragione, Soveria Mannelli, Iride, 2006 (Gruppo Rubbettino)
- Il cielo comincia dal basso, Soveria Mannelli, Rubbettino Editore, 2018
- Una luce abbondante, Soveria Mannelli, Rubbettino Editore, 2024[2][3][4][5].

### Altre opere
- Chiedo istruzioni ogni notte, (con Antonio Cavallaro) Soveria Mannelli, Rubbettino Editore, 2022

### Traduzioni
- El Cielo Comienza Desde Abajo, Le Pecore Nere, 2024 - Traduzione di Regina Cellino

## Riconoscimenti
- Premio Feudo di Maida per Non c'è niente a Simbari Crichi[6]
- Premio Villa San Giovanni per Non c'è niente a Simbari Crichi
- Premio Cultura Mediterranea per Il cielo comincia dal basso
- Premio La Cava - Menzione Speciale per Il cielo comincia dal basso
- Premio Siderno per Il cielo comincia dal basso